# Beta Comae Berenices
Beta Comae Berenices (β Comae Berenices, β Com, bet Com) je i přes označení symbolem β nejjasnější hvězda v souhvězdí Vlasů Bereniky se zdánlivou vizuální magnitudou 4,25m. Je to trpasličí hvězda hlavní posloupnosti nacházející se ve vzdálenosti přibližně 29,95 světelných let od Země.
Hvězda je podobná Slunci, je jen o něco větší a jasnější v absolutní hvězdné velikosti. Její hvězdná klasifikace je G0 V zatímco Slunce má klasifikaci G2 V. Efektivní teplota vnější obálky je 5 936 K, což jí dává žlutý odstín hvězdy typu G. Z hlediska stáří je mladší než Slunce, je stará asi 2 miliardy let. V okolí hvězdy nebyly objeveny žádné planety a neexistují ani důkazy o přítomnosti prachového disku.
Obyvatelná zóna této hvězdy, definovaná jako místa, kde by se na planetě podobné Zemi mohla vyskytovat tekoucí voda, je 0,918-1,96 AU.